# Симм, Келли
Келли Джей Симм (англ. Kelly Jay Simm, родилась 23 апреля 1995, в Саутгемптоне, Англия) — британская гимнастка, победительница Игр Содружества 2014 года, серебряный и бронзовый призёр Игр Содружества 2018 года, обладательница бронзовой медали чемпионата мира 2015 года. На Летней Универсиаде 2015 в Кванджу — чемпионка в абсолютном первенстве, а также серебряный и бронзовый призёр соревнований в опорном прыжке и вольных упражнениях соответственно.

## Карьера
Келли Симм родилась в Саутгемптоне в 1995 году. Она жила в Уайтли, Гэмпшир (англ. Whiteley) и проходила обучение в колледже The Henry Cort Community, после чего перешла в Itchen College. Согласно информационному сайту Европейских игр в Баку, заняться гимнастикой её побудило посещение в качестве зрителей соревнований по прыжкам на батуте с друзьями, во время которого будущую гимнастку заинтересовало исполнение спортсменами сальто. После этого появилось желание попробовать заняться гимнастикой самой. Келли считает своим кумиром британскую гимнастку Бет Твиддл, завоевавшую бронзовую медаль на Олимпиаде-2012 в Лондоне. Изучает прикладные спортивные науки (англ. Applied sports science) в университете Солента в Саутгемптоне.
Келли Симм начала заниматься гимнастикой в шестилетнем возрасте. Она представляет на национальных турнирах гимнастическую школу «Dynamo» из Саутгемптона, её тренеры — Кит и Деби Ричардсон.
Келли дебютировала на международных стартах в 2014 году, представляя сборную Англии на Играх Содружества 2014 в Глазго. Сразу же ей удалось достичь крупного результата — завоевать золотую медаль в командных соревнованиях. Помимо этого она участвовала там в индивидуальных соревнованиях в опорном прыжке, заняв пятое место.
Келли Симм приняла участие в своём первом чемпионате мира в 2014 году, который проходил в китайском Нанкине. В квалификации у неё лучше всего получилось исполнить опорный прыжок, за который она получила 14,7 балла. Однако, этого ей не хватило для того, чтобы стать финалистом личных соревнований. В квалификации помимо опорного прыжка, Симм выполняла вольные упражнения (где набрала 13,233 балла) и на разновысоких брусьях. Здесь её результат оказался самым слабым среди своих — 12,433 балла. Однако в командном финале участие Келли всё же приняла, и улучшила свой результат, получив 14,766 балла. Сборная Великобритании заняла шестое место.
Британская гимнастка приняла участие в I Европейских играх в Баку в трёх дисциплинах — в командном первенстве, в личном многоборье и в опорном прыжке. Медалей на этом спортивном форуме ей не удалось завоевать. Сборная Великобритании заняла лишь восьмое место в командных соревнованиях. В абсолютном первенстве гимнастку постигла неудача на бревне, где она набрала лишь 10,233 балла, и лишилась шансов выиграть медаль. Ещё более грубую ошибку Келли допустила в индивидуальных соревнованиях в опорном прыжке: занимая после первого прыжка третье место, во втором она приземлилась на колени, и не получила ни одного балла за этот прыжок, заняв последнее место в дисциплине.
Келли приняла участие спустя год в Летней Универсиаде в Кванджу, представляя сборную Великобритании. Выступление там стало очень успешным. В абсолютном первенстве 6 июля гимнастка завоевала золотую медаль, обойдя на 367 тысячных балла серебряную медалистку из Японии. На следующий день Келли Симм завоевала серебряную медаль в опорном прыжке, уступив 517 тысячных балла россиянке Марии Пасеке. В тот же день, она стала обладательницей бронзовой медали в вольных упражнениях с результатом 13 целых и 966 тысячных баллов, что всего лишь на 234 тысячных меньше, чем у победительницы из России Полины Фёдоровой.
В Глазго, где она стала чемпионкой Игр Содружеств, спустя год проходило мировое первенство. Келли Симм выступила не очень удачно, и у неё не получилось набрать даже 14 баллов ни в одном виде, и единственный шанс завоевать медаль остался в командном первенстве. Сборная Великобритании в финале обошлась без помощи Келли, неудачно выступившей в квалификации, и завоевала бронзовую медаль. Симм тоже стала обладательницей награды за третье место, так как выступала в квалификации, помогая своей команде пробиться в финал.
Для Келли Симм после череды успехов настала полоса неудач. Она получила травму, после чего заняла лишь шестое место в абсолютном первенстве на национальном чемпионате, а также стала пятой в отдельных соревнованиях на бревне, брусьях и вольных упражнениях, таким образом она не смогла завоевать «путёвку» на Олимпийские игры в Рио-де-Жанейро, осталась запасной, и наблюдала за успехами своих соотечественников в качестве зрителя. В Олимпийском сезоне ей не удалось выступить на крупных международных стартах. В июне 2017 года появилась информация, что Келли Симм готовится защищать свой титул на Летней Универсиаде в Тайбэй Сити в августе. Однако позже появилась информация, что спортсменка пропустит Универсиаду ради подготовки к мировому первенству, на котором выступить ей так и не удалось.
Перед чемпионатом мира, Келли Симм приняла участие на кубке Вызова в Варне, заняв там лишь седьмое место на брусьях. После пропущенного мирового первенства её первым турниром стал Кубок мира в Котбусе, где Келли выступила в соревнованиях на брусьях. Там она заняла пятое место с результатом 13,666 баллов. В феврале Симм приняла участие в чемпионате Англии, смогла выиграть только одну, «малую» медаль на брусьях. Затем Симм приняла участие на национальном чемпионате, который проходил в Ливерпуле в марте 2018 года, и выиграла «золото» в личном первенстве, обойдя на 0,35 балла Эми Тинклер. 11 марта в соревнованиях на брусьях выиграла очередное «золото» британского чемпионата, набрав 13,850 балла, а спустя час выиграла бронзовую медаль на бревне, пропустив вперёд себя Элис Кинселлу и Мэйзи Метуэн. Победа на брусьях оказалась для Келли Симм первой наградой на чемпионатах Великобритании в этой дисциплине. Благодаря своим первым победам на чемпионате Великобритании в абсолютном первенстве и на разновысоких брусьях, Симм завоевала право участия на Играх Содружества, которые стартовали 4 апреля в австралийском Голд-Косте.
6 апреля она выступала за сборную Англии в командном первенстве, выполняя упражнения во всех четырёх видах. Партнёрами Симм были Джорджия-Мэй Фентон, Элис Кинселла, Теджа Джеймс и Люси Стэнхоуп. В опорном прыжке Келли получила 13,950 балла, на разновысоких брусьях — 13,750, на бревне — 13,050, и самым слабым видом среди всех для гимнастки оказались вольные упражнения, за которые она получила оценку 12,850. Англичанки набрали 162,650 балла и уступила 425 тысячных балла канадским гимнасткам, и таким образом стали серебряными призёрами Игр Содружества. На следующий день Келли Симм выступала в абсолютном первенстве, однако медаль завоевать не удалось, даже несмотря на второе место в общем зачёте на опорном прыжке и третье на брусьях. На бревне удалось получить лишь 11,950 балла, что стало десятым результатом среди 18 финалисток. Тем не менее, Келли заняла пятое место, уступив бронзовой медалистке Элис Кинселле 0,55 балла. По результатам квалификации гимнастка попала также в финалы в разновысоких брусьях и на бревне. Первый финал проходил 8 апреля, и Симм снова постигла неудача: даже несмотря на победу на чемпионате Великобритании, на Играх Содружества она получила за своё выступление на брусьях всего 12,966 балла и стала шестой. Тем не менее, чемпионкой стала другая англичанка Джорджия-Мэй Фентон. На следующий день Келли выступала в своём втором финале (на бревне), и там ей, наконец, удалось завоевать личную медаль. Набрав 13,033 балла, она стала бронзовым призёром Игр Содружества, пропустив вперёд лишь свою соотечественницу Элис Кинселлу и австралийку Джорджу Роуз Браун. Следующим крупным соревнованием гимнастки стал чемпионат Европы в Глазго, где Симм участвовала во всех дисциплинах, но в финал сумела выйти только в брусьях, где стала последней. Также она участвовала в составе сборной Великобритании, которая по итогам командных соревнований заняла четвёртое место. 27 сентября Симм получила право представлять свою страну на чемпионате мира в Дохе, в том числе и в командном турнире вместо с Элис Кинселлой, Ребеккой Дауни, Элиссой Дауни и Джорджией-Мэй Фентон. Келли вновь не смогла пробиться ни в один личный финал на отдельных снарядах, но приняла участие в финале многоборья, заняв там 19-е место с результатом 51,799. Сборной Великобритании в квалификации при этом не хватило 0,107 балла для того, чтобы пройти квалификационный отбор в финал.
В конце 2018 года Келли приняла участие на этапе Кубка мира в Котбусе, где заняла пятое место в соревнованиях на разновысоких брусьях. Она также пыталась квалифицироваться в финалы в вольных упражнениях и на бревне, но безуспешно.
На чемпионате Англии, проходившем с 1 по 3 марта, Симм завоевала четыре медали: «серебро» в многоборье и на брусьях, а также «бронзу» в вольных упражнениях и опорном прыжке.  В марте 2019 года Симм завоевала серебряную медаль в многоборье на чемпионате Великобритании с результатом 55,050, но на этом же турнире получила травму плюсневой кости, и хотя она получила право участия на чемпионат Европы, будет вынуждена пропустить его. Место Келли Симм в сборной займёт Клаудия Фрэгапейн.
В настоящее время, Келли тренируется в клубе «Dynamo» из Саутгемптона по 30 часов в неделю.

## Статистика выступлений
| Год  | Событие                                                 | КП | АП | ОП | РБ | ББ | ВУ |
| ---- | ------------------------------------------------------- | -- | -- | -- | -- | -- | -- |
| 2012 | Чемпионат Англии                                        |    |    | 2  |    |    | 5  |
| 2012 | Чемпионат Великобритании                                |    | 9  | 3  |    |    | 5  |
| 2012 | Командный чемпионат Великобритании                      | 8  |    |    |    |    |    |
| 2012 | Международный турнир Германии, Великобритании и Румынии | 3  | 10 |    |    |    |    |
| 2012 | Кубок Воронина                                          | 7  | 7  | 4  | 5  | 7  | 5  |
| 2013 | Чемпионат Великобритании                                |    | 7  | 2  | 7  | 7  |    |
| 2013 | Командный чемпионат Великобритании                      | 7  |    |    |    |    |    |
| 2013 | Женский гимнастический турнир в Нидерландах             |    | 8  | 3  |    |    | 6  |
| 2013 | Турнир «Élite» в Марселе                                | 3  | 14 | 6  |    |    |    |
| 2013 | Международный турнир в Па-де-Кале                       | 1  | 3  | 2  | 2  |    |    |
| 2014 | Чемпионат Англии                                        |    | 2  | 3  | 5  | 5  | 1  |
| 2014 | Чемпионат Великобритании                                |    | 6  | 1  |    | 6  |    |
| 2014 | Товарищеский турнир в Мюнхене                           | 1  | 4  |    |    |    |    |
| 2014 | Игры Содружества                                        | 1  |    | 5  |    |    |    |
| 2014 | Командный чемпионат Великобритании                      | 8  |    |    |    |    |    |
| 2014 | Чемпионат мира                                          | 6  |    |    |    |    |    |
| 2015 | Чемпионат Англии                                        |    | 3  | 2  | 5  | 6  | 1  |
| 2015 | Чемпионат Великобритании                                |    | 4  | 2  |    |    | 4  |
| 2015 | Кубок Вызова в Бельгии                                  | 5  |    |    |    |    |    |
| 2015 | Европейские игры                                        | 8  | 11 | 6  |    |    |    |
| 2015 | Летняя Универсиада                                      |    | 1  | 2  | 4  |    | 3  |
| 2015 | Чемпионат мира                                          | 3  |    |    |    |    |    |
| 2016 | Чемпионат Великобритании                                |    | 6  |    | 5  | 5  | 5  |
| 2017 | Кубок Вызова в Варне                                    |    |    |    | 7  |    |    |
| 2017 | Кубок мира в Котбусе                                    |    |    |    | 5  |    |    |
| 2018 | Чемпионат Англии                                        |    | 4  | 7  | 3  | 7  | 4  |
| 2018 | Американский кубок                                      |    | 5  |    |    |    |    |
| 2018 | Чемпионат Великобритании                                |    | 1  |    | 1  | 3  |    |
| 2018 | Игры Содружества                                        | 2  | 5  |    | 6  | 3  |    |
| 2018 | Чемпионат Европы                                        | 4  |    |    | 8  |    |    |
| 2018 | Чемпионат мира                                          |    | 19 |    |    |    |    |
| 2018 | Кубок мира в Котбусе                                    |    |    |    | 5  |    |    |
| 2019 | Чемпионат Англии                                        |    | 2  | 3  | 2  | 9  | 3  |
| 2019 | Чемпионат Великобритании                                |    | 2  |    |    |    |    |